# Telčský dům

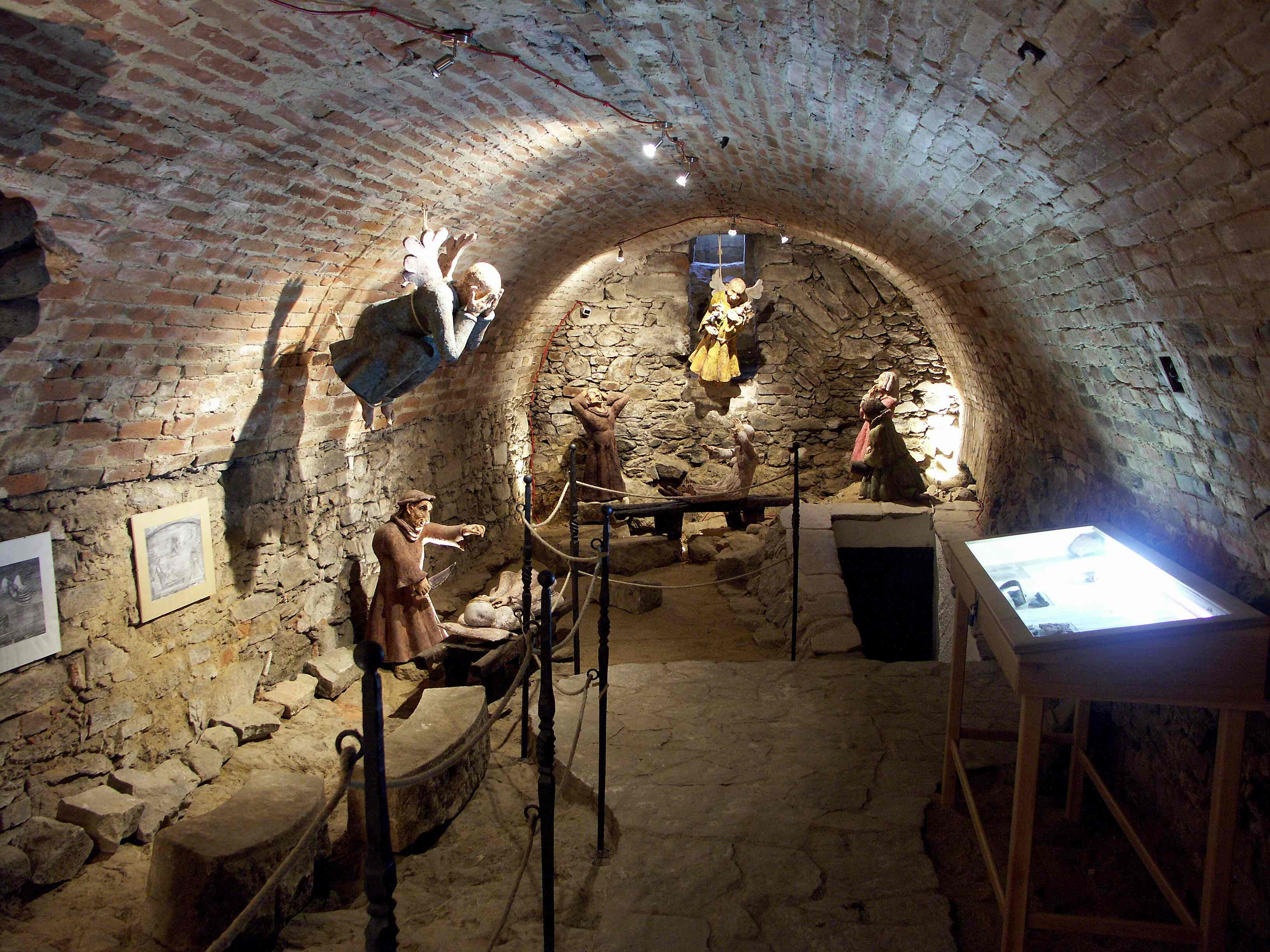
Expozice "Historie a legendy z Telče a okolí" je instalována v románských sklepeních Telčského domu.

Telčský dům je jedním z významných starobylých měšťanských domů stojících v historickém jádru Telče. Dům nese číslo popisné 31 a nachází se na náměstí Zachariáše z Hradce. Celé náměstí, se všemi měšťanskými domy, je od roku 1992 zapsáno na Seznam světového kulturního dědictví UNESCO.

## Historie
Historie Telčského domu sahá hluboko do minulosti a lze se oprávněně domnívat, že byl součástí rodového statku (královského dvorce) pánů z Hradce, jejichž erb zdobí štít Telčského domu.
Jak šel čas, střídali se v domě různí majitelé. Dům byl stavebně mnohokrát upravován, aby mohl co nejlépe sloužit k podnikání toho kterého majitele. V průběhu času se zde vystřídala sklářská a keramická dílna, řeznictví nebo knoflíkářství. Dokonce se tady, svého času, vařilo i pivo.
Ve druhé polovině 20. století dům značně zchátral. V roce 1995 si ho všimla výtvarnice a sochařka Anna Hanzlová (11. 9. 1943 – 3. 12. 2005), která dům koupila a nechala zrekonstruovat do nynější podoby. Tehdy dům dostal také své jméno – Telčský dům. V roce 2003, obdržela Anna Hanzlová od města Telč Ocenění za nejlépe zrekonstruovanou historickou budovu.

## Současnost
V současné době slouží Telčský dům jako soukromé muzeum, se stálou expozicí „Historie a legendy z Telče a okolí“. Staré příběhy z Telčska jsou ztvárněny keramickými figurami, kachlemi a dalšími výtvarnými předměty pocházejícími z ateliérů Anny Hanzlové nebo také Julka Žemberyho, či Anny Hanzlové ml.
Další část výstavy je věnována historii a průběhu rekonstrukce domu, nechybí ani sbírka předmětů, nástrojů či dobového oblečení z okolí Telče, k vidění je třeba i původní, malovaný, trámový strop a zrekonstruované románské sklepení.